# Абакумов Сергій Іванович
Сергі́й Іва́нович Абаку́мов (рос. Сергей Иванович Абакумов; *23 травня (4 червня) 1890 — †7 травня 1949) — радянський філолог і методист. Доктор філологічних наук. Професор. Член-кореспондент Академії педагогічних наук РРФСР (від 1947 року).

## Біографічні відомості
1912 року закінчив історико-філологічний факультет Казанського університету. Того ж року розпочав педагогічну діяльність як викладач російської мови та літератури в гімназії в Казані.
Від 1930 року вів науково-педагогічну роботу у вищій школі.
У 1943—1949 роках — старший науковий співробітник Науково-дослідного інституту методів навчання Академії педагогічних наук РРФСР.
Розробляв проблеми сучасної російської мови та методики її викладання в середній школі.